# Indice de soulèvement
Pour les articles homonymes, voir LI.

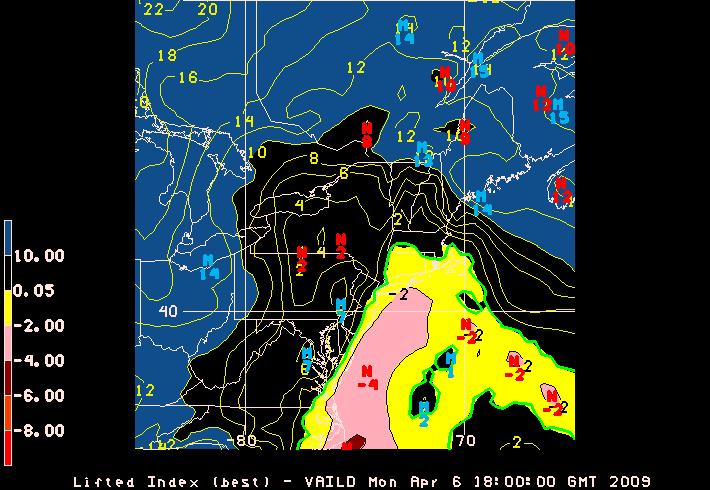
Image produite par ordinateur donnant l'indice de soulèvement à 13h HAE, le 6 avril 2009. Le plus grand potentiel orageux ou de fortes averses se retrouvent dans les zones de LI négatifs en jaune (faiblement instable) et rouge (très instable) si de l'humidité y est disponible. L'air dans les zones en bleu est stable.

L’Indice de soulèvement (ou indice de Galway)
connu comme LI, de l'anglais Lifted Index, est l’un des indices de stabilité de l'air qui donne une indication sur la possibilité de déclenchement d'orages, ainsi que sur le potentiel de génération de phénomènes violents par ceux-ci (grêle, rafale descendante, tornade, pluie torrentielle sous orage). Il a été proposé par le météorologue américain Joseph G. Galway en 1956 pour utilisation comme prédicteur dans la prévision des orages violents,.

## Définition
LI est généralement défini par la différence de température à 500 hPa, le milieu de la troposphère, entre la température de l'environnement ({\displaystyle T_{5}}) et celle d'un parcelle d'air soulevée adiabatiquement depuis la surface ({\displaystyle T_{part}}) en degrés Celsius (°C) :
{\displaystyle LI=T_{5}-T_{part}}
Le LI peut cependant être calculé en utilisant un autre niveau de pression selon le type de masse d'air en présence. Ainsi, en automne ou au printemps, l'instabilité de l'air se retrouve à plus bas niveau dans l'atmosphère et on peut alors utiliser une pression comme 600 hPa comme niveau de référence au lieu de 500 hPa. De la même façon, si le météorologue pense que les orages se développeront à partir d'une couche instable en altitude, il peut modifier le niveau de départ de la parcelle.

### Interprétation

Diagramme du parcours d'une parcelle d'air humide soulevée le long de B-C-E par rapport à la Température de l'environnement (T) et l'humidité contenue dans la masse d'air (Tw)

L'air soulevé depuis la surface contient une certaine quantité d'humidité. Lorsqu'on la soulève adiabatiquement, sa température diminue selon le gradient adiabatique sec tant qu'il n'y a pas saturation. Lorsque le taux d'humidité par rapport à la température de la parcelle devient 100 %, la vapeur d'eau contenu dans celle-ci commence à former des gouttes ce qui dégage de la chaleur. Le taux de diminution de la température varie donc ensuite selon le gradient adiabatique humide moins rapide. 
La valeur de LI est ainsi reliée à la stabilité de l'air. En effet, en mesurant la différence de température entre l'environnement et la parcelle qui serait soulevée, l'utilisateur se trouve à déterminer la différence entre le taux de refroidissement de l'air ambiant et celui de la parcelle dans la couche sous 500 hPa. Plus cette différence est négative, plus la parcelle serait chaude et moins dense par rapport à l'environnement. Par le principe d'Archimède, elle subirait une poussée vers le haut et donc continuerait de monter, formant des nuages à forte extension verticale (orages). Par symétrie, les conditions stables sont indiquées par des valeurs positives du LI car dans ce cas l'air ambiant serait plus chaud que la parcelle et celle-ci subirait une poussée vers le bas ce qui empêche la convection atmosphérique.
Voici un guide d'interprétation, :
- LI > 3, air très stable avec aucune convection atmosphérique possible ;
- LI entre 1 et 3, air stable, très faible probabilité de voir un orage avec un très fort soulèvement de l'air (front, réchauffement diurne, etc.) ;
- LI = 0, air potentiellement instable donnant des orages dispersés s'il y a mécanisme de soulèvement ;
- LI entre 0 et -2, air légèrement instable donnant des orages plus fréquents, surtout avec un mécanismes de soulèvement ;
- LI < -2, air moyennement instable, nombreux orages ;
- LI < -6, air très instable, orages violents.

### Limites de l'interprétation
LI prend comme prémisse que le radiosondage utilisé pour le calcul est caractéristique d'une masse d'air barotrope qui ne devrait pas se modifier durant la journée, sauf pour le réchauffement au niveau de la parcelle d'air soulevée. Tout changement des températures en altitude par advection ou changement de masse d'air (ex. passage d'un front froid), invalide cette hypothèse et la valeur de la température en altitude doit être changée pour calculer le LI.
De plus, l'interprétation du LI tient pour acquis que la masse d'air est assez humide pour que des nuages soient produits par le soulèvement. Si la masse d'air est sèche, il y aura bien du soulèvement mais aucun orage ne sera déclenché.

## Utilisation
L'indice de soulèvement est un calcul simple dont le résultat peut être tracé sur une carte météorologique à partir des sondages aérologiques. Il peut être également estimé à partir des données de sondages atmosphériques effectués par satellite météorologique ou par les sorties des modèles de prévision numérique du temps. Il est donc utilisé pour repérer rapidement les zones menacées par le développement orageux. Le météorologue doit ensuite calculer l'Énergie potentielle de convection disponible (EPCD) pour trouver le potentiel réel de ces orages.